# فینال جام اتحادیه فوتبال انگلستان ۲۰۲۵
فینال جام اتحادیه فوتبال انگلستان ۲۰۲۵ (به انگلیسی: 2025 EFL Cup Final)، رقابت پایانی جام اتحادیه فوتبال انگلستان که در تاریخ ۱۶ مارس ۲۰۲۵ میان دو تیم لیورپول و نیوکاسل یونایتد در ورزشگاه ومبلی لندن برگزار شد. در نهایت باشگاه فوتبال نیوکاسل یونایتد برای اولین بار قهرمان جام اتحادیه فوتبال انگلستان شد.